# Elio Morpurgo
Pour les personnes ayant le même patronyme, voir Famille Morpurgo.
Ne doit pas être confondu avec Elia Morpurgo ou Elio von Morpurgo.
Pour les articles homonymes, voir Elio (homonymie).
Elio Morpurgo, né à Udine le 10 octobre 1858, présumé mort le 29 mars 1944, est un financier et homme politique italien.
Président de banques, maire d'Udine, il est député libéral, cinq fois réélu. Il est sous-secrétaire d'État à plusieurs reprises de 1906 à 1919, puis sénateur pendant vingt-quatre ans. Il adhère au parti fasciste mais est arrêté et meurt en déportation, dans le train vers Auschwitz.

## Biographie
Membre de la haute société juive, Elio Morpurgo est le fils d'Abramo (Abraham) Morpurgo et de son épouse, née Caterina ou Carolina Luzzatto ; Elio Morpurgo est issu de la famille Morpurgo qui se hisse dans la haute finance et reçoit le titre de baron en 1867. Le titre lui est confirmé en 1909.
Elio Morpurgo poursuit des études de comptabilité à l'institut technique d'Udine.

### Banquier
Après ses études, Elio Morpurgo entre dans les affaires familiales, essentiellement dans la banque, à Udine, à Gorizia et à Trieste.
Il occupe des responsabilités à la chambre de commerce d'Udine, où il est conseiller en 1890. Il en est le vice-président de 1899 à 1900, et en devient le président de 1901 à 1917, et de 1919 à 1924. Il en est ensuite commissaire gouverneur de 1924 à 1926. Commissaire gouverneur de la chambre de commerce de Gorizia en 1926, il revient ensuite à celle d'Udine où il est commissaire gouverneur extraordinaire de 1926 à 1927, puis de nouveau vice-président de 1927 à 1937.
Elio Morpurgo devient président de plusieurs banques et instituts financiers. Il préside la Banca cooperativa di Udine, et préside aussi la Banca di Udine, de 1903 à 1938. Il est en même temps président de l'Istituto di liquidazioni de 1926 à 1931.
Dans le domaine culturel, il est président de la section d'Udine de la Société Dante Alighieri de 1910 à 1932, et membre de la Société géographique italienne.

### Maire, député
Elio Morpurgo devient conseiller communal (it) d'Udine en 1884 et de Padoue, puis assesseur municipal (adjoint au maire) d'Udine en 1885. Il est ensuite maire d'Udine de 1889 à 1894.
Il est ensuite élu député pour six législatures, de 1895 à 1919. Élu la première fois le 26 mai 1895, il est réélu en 1897. Il siège dans le groupe des libéraux modérés. Il est encore réélu en 1900, en 1904, en 1909 et en 1913.

### Membre du gouvernement
Morpurgo est nommé sous-secrétaire d'État au Ministère de la Poste et du télégraphe, du 15 février au 1er juin 1906, puis du 8 au 31 mars 1910. Il est plus tard sous-secrétaire d'État au Ministère de l'Industrie, du Commerce et du travail, du 22 juin 1916 au 29 octobre 1917, et du 1er novembre 1917 au 18 janvier 1919.

### Sénateur
En 1920 il est nommé sénateur du royaume d'Italie. Il y siège dans plusieurs commissions, dont celle des finances.

### Adhésion au fascisme, arrestation et décès
Morpurgo adhère au fascisme et bénéficie d'un statut privilégié. Malgré ce statut et malgré son âge, il est arrêté le 29 mars 1944 alors qu'il était hospitalisé.
Envoyé d'abord au camp de concentration de Risiera di San Sabba, Elio Morpurgo est envoyé ensuite vers Auschwitz et meurt pendant le trajet en train. La date précise de son décès n'est pas connue ; son corps, jeté du train, n'a pas été retrouvé.
Il est cependant déféré en août 1944 devant la Cour de justice contre le fascisme, qui rend une ordonnance de non-lieu, pour cause de décès.

## Hommages

### Distinctions
- Grand-croix de l'ordre de la Couronne d'Italie, 2 mai 1922 (chevalier en 1890, officier en 1893, commandeur en 1896, grand-officier en 1903)[2].
- Chevalier Grand-croix de l'ordre des Saints-Maurice-et-Lazare, 15 janvier 1934 (commandeur en 1910, grand-officier en 1916)[2].

### Commémorations
- Commémoration en 1948, avec discours du maire d'Udine Giovanni Cosattini[3].

## Sources
- Sénat de la République, site officiel senato.it, page « Morpurgo Elio ».

- (it) Cet article est partiellement ou en totalité issu de l’article de Wikipédia en italien intitulé « Elio Morpurgo » (voir la liste des auteurs) au 28 septembre 2011.